# Udo Horsmann
Udo Horsmann (* 30. března 1952, Beckum) je bývalý německý fotbalista, obránce.

## Fotbalová kariéra
Začínal v týmu SpVgg Beckum. Od roku 1975 hrál v německé bundeslize v týmu FC Bayern Mnichov, nastoupil ve 242 ligových utkáních a dal 20 gólů. Dvakrát vyhrál s Bayernem bundesligu a jednou pohár.  V Poháru mistrů evropských zemí nastoupil ve 29 utkáních, v Poháru vítězů pohárů nastoupil v 6 utkáních a dal 1 gól a v Poháru UEFA nastoupil ve 13 utkáních. V Superpoháru UEFA nastoupil ve 4 utkáních a v Interkontinentálním poháru nastoupil ve 2 utkáních. S Bayernem vyhrál v roce 1976 Pohár mistrů evropských zemí. Po odchodu z Bayernu hrál jednu sezónu francouzskou ligu za Stade Rennais FC, jednu sezónu druhou německou bundesligu za 1. FC Norimberk a kariéru končil v týmu TSV 1860 München.

## Ligová bilance
| Ročník                                    | Zápasy | Góly | Klub              |
| ----------------------------------------- | ------ | ---- | ----------------- |
| Německá fotbalová Bundesliga 1975/1976    | 30     | 1    | FC Bayern Mnichov |
| Německá fotbalová Bundesliga 1976/1977    | 22     | 1    | FC Bayern Mnichov |
| Německá fotbalová Bundesliga 1977/1978    | 25     | 0    | FC Bayern Mnichov |
| Německá fotbalová Bundesliga 1978/1979    | 34     | 2    | FC Bayern Mnichov |
| Německá fotbalová Bundesliga 1979/1980    | 34     | 5    | FC Bayern Mnichov |
| Německá fotbalová Bundesliga 1980/1981    | 34     | 4    | FC Bayern Mnichov |
| Německá fotbalová Bundesliga 1981/1982    | 32     | 3    | FC Bayern Mnichov |
| Německá fotbalová Bundesliga 1982/1983    | 31     | 4    | FC Bayern Mnichov |
| Ligue 1 1983/1984                         | 32     | 0    | Stade Rennais FC  |
| 2. německá fotbalová Bundesliga 1984/1985 | 13     | 0    | 1. FC Norimberk   |
| CELKEM Bundesliga                         | 242    | 20   |                   |
| CELKEM Ligue 1                            | 32     | 0    |                   |